# Meyer Werft
Meyer Werft GmbH je en izmed glavih nemških ladjedelničarjev. Sedež podjetja in ena od ladjedelnic je v Papenburgu ob reki Ems. Podjetje je bilo ustanovljena leto 1795. Sprva so proizvajali lesena plovila, danes pa potniške križarke, trajekte in tankerje. Skupaj so zgradili okrog 700 ladij. "Dockhalle 2" je največja ladjedelniška hala na svetu.
Meyer Werft je bil v lasti družine Meyer kar šest generacij, od leta 1997 naprej je del skupine Meyer Neptun.

## Seznam ladjedelnic
- Meyer Werft (v Papenburgu)
- Neptun Werft (v Rostocku)
- Meyer Turku (v Turku-ju)

## Galerija
- Potniška križarka
- Aurora
- SuperStar Virgo
- Norwegian Star
- Radiance of the seas
- Briliance of the seas
- AIDAdiva
- Norwegian Jewel
- Norwegian Jem